# Futebol nos Jogos Sul-Americanos
O torneio masculino de futebol acontece a cada edição dos Jogos Sul-americanos desde a primeira edição do evento multi-desportivo em La Paz, em 1978, sendo que o torneio feminino foi acrescentado apenas em 2014.

## Países elegíveis
- Argentina
- Aruba
- Bolívia
- Brasil
- Chile
- Colômbia
- Curaçau
- Equador
- Guiana
- Panamá
- Paraguai
- Peru
- Suriname
- Uruguai
- Venezuela

## Torneio masculino

### Resultados
• 1978, 1990, 2018–22: sub-20
• 1982–86: sub-19
• 1994, 2010–14: sub-17
| Edição | Ano  | Sede         | Ouro          | Prata         | Bronze        | Part.         |
| I      | 1978 | La Paz       | Paraguai      | Equador       | Bolívia       | 3             |
| II     | 1982 | Rosario      | Argentina     | Equador       | Peru          | 4             |
| III    | 1986 | Santiago     | Argentina     | Colômbia      | Brasil        | 10            |
| IV     | 1990 | Lima         | Peru          | Equador       | Colômbia      | 4             |
| V      | 1994 | Valencia     | Colômbia      | Venezuela     | Peru          | 4             |
| —      | 1998 | Cuenca       | Não disputado | Não disputado | Não disputado | Não disputado |
| —      | 2002 | Brasil       | Não disputado | Não disputado | Não disputado | Não disputado |
| —      | 2006 | Buenos Aires | Não disputado | Não disputado | Não disputado | Não disputado |
| VI     | 2010 | Medellin     | Colômbia      | Equador       | Bolívia       | 6             |
| VII    | 2014 | Santiago     | Colômbia      | Argentina     | Equador       | 6             |
| VIII   | 2018 | Cochabamba   | Chile         | Uruguai       | Colômbia      | 8             |
| IX     | 2022 | Assunção     | Paraguai      | Equador       | Colômbia      | 8             |

### Quadro de medalhas
| Ordem | País          | Medalha de ouro | Medalha de prata | Medalha de bronze | Total |
| ----- | ------------- | --------------- | ---------------- | ----------------- | ----- |
| 1     | COL Colômbia  | 3               | 1                | 3                 | 7     |
| 2     | ARG Argentina | 2               | 1                |                   | 3     |
| 3     | PRY Paraguai  | 2               |                  |                   | 2     |
| 4     | PER Peru      | 1               |                  | 2                 | 3     |
| 5     | CHL Chile     | 1               |                  |                   | 1     |
| 6     | ECU Equador   |                 | 5                | 1                 | 6     |
| 7     | URY Uruguai   |                 | 1                |                   | 1     |
|       | VEN Venezuela |                 | 1                |                   | 1     |
| 9     | BOL Bolívia   |                 |                  | 2                 | 2     |
| 10    | BRA Brasil    |                 |                  | 1                 | 1     |
| TOTAL | TOTAL         | 9               | 9                | 9                 | 27    |

## Torneio feminino

### Resultados
• 2014: Adulto
• 2018–: Sub-20

### Quadro de medalhas
| Ordem | País          | Medalha de ouro | Medalha de prata | Medalha de bronze | Total |
| ----- | ------------- | --------------- | ---------------- | ----------------- | ----- |
| 1     | ARG Argentina | 1               |                  |                   | 1     |
|       | PRY Paraguai  | 1               |                  |                   | 1     |
|       | VEN Venezuela | 1               |                  |                   | 1     |
| 4     | COL Colômbia  |                 | 1                | 1                 | 2     |
| 5     | CHL Chile     |                 | 1                |                   | 1     |
|       | URY Uruguai   |                 | 1                |                   | 1     |
| 7     | BRA Brasil    |                 |                  | 1                 | 1     |
|       | ECU Equador   |                 |                  | 1                 | 1     |
| TOTAL | TOTAL         | 3               | 3                | 3                 | 9     |

## Quadro de medalhas
| Ordem | País          | Medalha de ouro | Medalha de prata | Medalha de bronze | Total |
| ----- | ------------- | --------------- | ---------------- | ----------------- | ----- |
| 1     | COL Colômbia  | 3               | 2                | 4                 | 9     |
| 2     | ARG Argentina | 3               | 1                |                   | 4     |
| 3     | PRY Paraguai  | 3               |                  |                   | 3     |
| 4     | CHL Chile     | 1               | 1                |                   | 2     |
|       | VEN Venezuela | 1               | 1                |                   | 2     |
| 6     | PER Peru      | 1               |                  | 2                 | 3     |
| 7     | ECU Equador   |                 | 5                | 2                 | 7     |
| 8     | URY Uruguai   |                 | 2                |                   | 2     |
| 9     | BOL Bolívia   |                 |                  | 2                 | 2     |
|       | BRA Brasil    |                 |                  | 2                 | 2     |
| TOTAL | TOTAL         | 12              | 12               | 12                | 36    |